# Pachnobia riffelensis
Pachnobia riffelensis är en fjärilsart som beskrevs av Charles Oberthür 1904. Pachnobia riffelensis ingår i släktet Pachnobia och familjen nattflyn. Inga underarter finns listade i Catalogue of Life.